# Seksueel fetisjisme

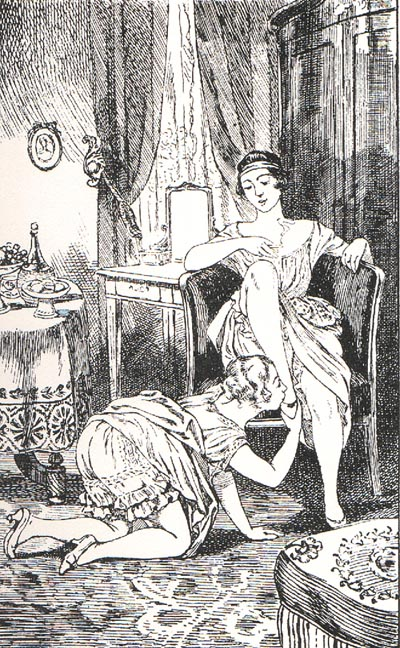
Voetfetisjisme. Illustratie door Martin Van Maele

Seksueel fetisjisme is een seksuele voorkeur waarbij seksuele opwinding wordt beleefd aan een voorwerp of niet-genitaal lichaamsdeel.

## Concept
Bij een fetisjisme kan iemand opgewonden raken wanneer hij/zij – in gedachten, via allerlei media of in het echt – geconfronteerd wordt met de desbetreffende fetisj. Er bestaat dan ook veel pornografie specifiek gericht op de verschillende soorten fetisjen.
Het komt geregeld voor dat fetisjisten er pas op latere leeftijd achter komen dat ze niet de enige zijn. Vaak wordt er een link gelegd met ervaringen die zijn opgedaan in de jeugd. Een voorbeeld hiervan is dat als een jongen een dominante moeder heeft gehad die vaak hooggehakte laarzen droeg, de betreffende jongen hier later een fetisj aan kan overhouden.
Het internet heeft een bijdrage geleverd aan de bekendheid met fetisjismes, zeker in het geval van de meer zeldzame fetisjismes. Vaak is er een verband met de verschijningsvormen van sadomasochisme.

## Voorwerpen
Enkele van de bekendere en relatief vaker voorkomende vormen van seksueel fetisjisme met voorwerpen of kledingstukken zijn:
- leerfetisjisme
- rubberfetisjisme
- voetfetisjisme[6]
- ondergoedfetisjisme
- sneakerfetisjisme
- nattekledingfetisjisme (wetlook)
- luierfetisjisme[5][7] (meestal het voornaamste onderdeel van infantilisme, vaak naast gebruik van andere baby- of peuterartikelen)
- gipsfetisjisme
- travestie-fetisjisme (het dragen van kleding van het tegenovergestelde geslacht)[8][9][10][11]
- wolfetisjisme
- nylonfetisjisme (de glans en zachtheid van kledij gemaakt van nylon/polyamide)

### Gebruik
Fetisjobjecten kunnen onder andere geknuffeld, gestreeld, gelikt, geroken en, in geval van kledingstukken, gedragen worden. Het geeft de fetisjist een bepaalde opwinding of fijne gevoelens, die tot extase kunnen gaan. Ook masturbatie met de objecten kan tot de uitingen behoren.

## Andere vormen
Bij andere vormen van fetisjisme gaat het niet om een object maar om een handeling of een lichaamskenmerk. Voorbeelden hiervan zijn:
- Spanking, een vorm van bdsm waarbij één partij (top) billenkoek toedient aan de andere (bottom); in een rollenspel wordt dat veelal gecombineerd met bijpassende kledij, bijvoorbeeld een schooluniform, al dan niet bedoeld om omlaag te moeten.
- Diverse vormen van bondage draaien rond het aanbrengen en hanteren van allerlei (hand/voet)boeien of harnassen, eventueel bevestigd aan piercings of genitaliën.
- Seks hebben met een partner die zich op een bepaalde wijze kleedt, bijvoorbeeld in uniform, latex of panty's.
- Mensen die met hun schoenen of laarzen over iemand heen lopen (trampling).
- Kietelfetisjisme
- Mensen die roken (in het Engels: smoking fetish), eventueel toegespitst op bijvoorbeeld sigaren.
- Bij infantilisme als kind gezien worden door ageplay-partners die andere rollen vervullen.
- Vetfetisjisme

## Psychiatrie
Het wordt onder bepaalde omstandigheden binnen de psychiatrie gecategoriseerd als een parafilie.